# Färjeman

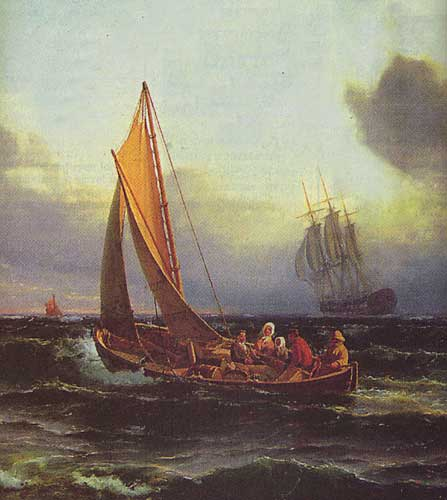
Före ångbåtarnas tid var Öresund fullt av segel. Färjemännen skötte sundstrafiken, dock ej enligt tidtabell utan bara på beställning, ungefär som en sjötaxi.

Färjeman och färjkarl är historiska yrkestitlar som användes i hundratals år. De upphörde att brukas runt sekelskiftet 1900. 
Gemensamt för en färjeman och en färjkarl var att de transporterade människor, vagnar, djur och gods till sjöss och över vattendrag. Transportmedlen var segelbåt, roddbåt, linfärja eller helt enkelt en flotte.
Anledningen till att det finns två yrkestitlar för samma yrkesutövande är att yrkestiteln färjeman användes i landskap som historiskt sett tillhört Danmark eller Norge (færgemand) och är således ett historiskt arv från denna tid. Berörda landskap med undantag av Blekinge och Bohuslän är Gotland, Halland, Härjedalen, Jämtland och Skåne. I Blekinge användes yrkestiteln båtkarl. I Bohuslän användes motsvarande titeln båtekarl.
Övriga delar av landet använde sig av titeln färjkarl, roddare eller rodderska för att titulera en yrkesutövare som bedrev persontransporter etc. Rodderskorna i Stockholm fick benämningen roddarmadamer vilket inte är den korrekta yrkestiteln utan får anses vara ett folkligt uttryck (slang) för denna speciella grupp kvinnor som förekom där. Allt annat som är skrivet i historieböcker, ordböcker eller här på Internet får anses vara ett resultat av språkförbistringen som råder i ämnet.
I landet som helhet var färjemannen eller färjkarlen anställd och avlönades antingen av staten eller av stadens invånare, brukspatronen eller annan person med borgarstatus. Undantag fanns dock som till exempel för färjemännen i Helsingborg, Landskrona och Malmö samt båtkarlarna i Blekinge. Här var färjemännen och båtkarlarna egenföretagare och hade status som borgare.
För att bli borgare krävdes det burskap vilket man ansökte om hos magistraten. Färjemanslaget och stadens äldste fick yttra sig innan beslut fattades. Ett vunnet burskap intygades genom ett erhållande av burbrev.
Färjemännen i Öresund
Färjemännen i Öresund fanns långt innan Skåne blev svenskt och självklart fanns det färjemän med hemvist både i Skåne och på Själland (Danmark). Den största delen färjemän i Skåne hade sin hemvist i Helsingborg, Landskrona och Malmö. Tillsammans upprätthöll de sjötransporterna mellan Skåne, Själland, Ven och andra närbelägna orter i hundratals år innan de ångdrivna fartygen tog över trafiken.
Ett historiskt omnämnande står att läsa om i Helsingborgs stads privilegiebrev från 1414 då stadens borgerskap ålades att tillhandahålla färjemän med färjor mellan Själland och Helsingborg. 
Färjemännen i Helsingborg stad gick med tiden samman och bildade ett färjemanslag vars äldsta stadgar är från 1622 även om laget i sig var mycket äldre. I de närbelägna städerna Malmö och Landskrona slog sig färjemännen samman till färjemanslag 1655 respektive 1734.
Färjemännen var organiserade i ett skrå och förband sig gentemot städerna att överföra passagerare, gods, djur etc. Taxan för resenärer och gods fastställdes av magistraten i respektive stad som också beslutade om vilka regler som skulle gälla för färjemanslaget. 
Storleken på båtarna som användes kunde variera från att endast ta ett fåtal passagerare till att rymma större transporter med hästskjutsar, boskap och råvaror. Var det stiltje i sundet så rodde man, men tog vinden fart så reste man segel. 
Änkan till en avliden färjeman tilläts att överta verksamheten, men om hon avsa sig uppdraget så förlorade hon burskapet med alla dess privilegier.